# Peromyia angellifera
Peromyia angellifera är en tvåvingeart som beskrevs av Jaschhof 1997. Peromyia angellifera ingår i släktet Peromyia och familjen gallmyggor. Arten är reproducerande i Sverige. Inga underarter finns listade i Catalogue of Life.